# Jean Lassabathie
Jean Lassabathie est un homme politique français né et décédé à une date inconnue.
Président du directoire du district de Moissac, il est député du Lot de 1791 à 1792, siégeant dans la majorité.

## Sources
- « Jean Lassabathie », dans Adolphe Robert et Gaston Cougny, Dictionnaire des parlementaires français, Edgar Bourloton, 1889-1891 [détail de l’édition]